# Doddajogihalli, Shikarpur
Doddajogihalli là một làng thuộc tehsil Shikarpur, huyện Shimoga, bang Karnataka, Ấn Độ.